# 옌쑹
옌쑹(중국어 간체자: 阎嵩, 정체자: 閻嵩, 1981년 3월 20일 ~ )은 중국의 전 축구 선수로 현역 시절 포지션은 미드필더였으며 K리그 시절 등록명은 옌이다.

## 클럽 경력
1999년 고향팀인 다롄 스더에서 데뷔하여 2007년까지 팀의 주축 미드필더로 활약하며 중국 갑급 A리그 3연패(2000 ~ 2002), 중국 갑급 A리그 2003 3위, 중국 슈퍼리그 2005 우승, 중국 FA컵 2회 우승(2001, 2005) 및 3회 준우승(1999, 2003, 2006), 중국 FA컵 2004 4강, 중국 FA 슈퍼컵 2회 우승(2000, 2002) 및 1회 준우승(2001), 2000-01년 아시안 컵위너스컵 준우승, 2002-03년 AFC 챔피언스리그 4강, 2003년 A3 챔피언스컵 준우승 등의 성과를 남겼다.
그 후 2008년부터 2009년까지 저장 FC 소속으로 활동한 뒤 2010년 대한민국 K리그1의 제주 유나이티드에 입단하며 프로 데뷔 후 처음으로 해외 리그 무대를 밟았으나 제주에서는 출전 기회를 부여받지 못하면서 2010 시즌 종료 후 팀을 떠났다.
이후 2011년 다롄 스더로 복귀하여 2012년까지 활동하다가 2012년부터 2015년 은퇴할 때까지 상하이 선화, 다롄 차오위에 등에서 활동하며 다롄 차오위에의 중국 을급리그 2015 준우승 및 차기 시즌 중국 갑급리그 승격에 일조했다.

## 국가대표팀 경력
2002년 12월 12일 바레인과의 친선 경기에서 국제 A매치 데뷔전을 치른 후 2004년 7월 3일 레바논과의 친선 경기에서 A매치 데뷔골을 신고했다.
그 후 자국에서 열린 2004년 AFC 아시안컵 본선 엔트리에 합류한 뒤 이 대회 6경기에 모두 출전하여 중국의 20년만의 아시안컵 결승 진출 및 준우승의 성과에 기여했으며 2007년 5월 16일 자신의 19번째 A매치 경기인 태국과의 친선전을 끝으로 국가대표팀 커리어를 마감했다.

## 대회 성적

### 클럽
다롄 스더
- 중국 슈퍼리그 : 우승 (2005)
- 중국 갑급 A리그 : 우승 (2000, 2001, 2002), 3위 (2003)
- 중국 FA컵 : 우승 (2001, 2005), 준우승 (1999, 2003, 2006), 4강 (2004)
- 중국 FA 슈퍼컵 : 우승  (2000, 2002), 준우승 (2001)
- AFC 챔피언스리그 엘리트 : 4강 (2002-03)
- 아시안 컵위너스컵 : 준우승 (2000-01)
- A3 챔피언스컵 : 준우승 (2003)

다롄 차오위에
- 중국 을급리그 : 준우승 (2015)

### 국가대표팀
중국
- AFC 아시안컵 : 준우승 (2004)